# 신동원 (프로게이머)
신동원(申東源, 1991년 9월 4일 ~ )은 대한민국의 스타크래프트, 스타크래프트 II 프로게이머이다. By.Hydra라는 아이디를 사용하며, 종족은 저그이다.

## 선수 이력
2008년 상반기 드래프트에서 CJ 엔투스의 1차 지명으로 입단하였다.
데뷔 초반에는 웅진 스타즈로 이적한 김준영의 공백을 메워주는 역할을 하였다. 이후 하이트 엔투스로 팀명이 변경되면서 은퇴한 동료인 김정우의 뒤를 이은 팀의 에이스 저그로 성장하였다. 대개 사람들은 CJ ENTUS의 저그는 마재윤-김준영-김정우-신동원의 계보로 이어진다고 말하고 있다.
신동원은 현재 왼쪽 눈의 시력이 잘 보이지 않게 되어, 오른쪽 눈으로만 게임을 하다가 눈이 더 나빠져 마침내 오른쪽 눈에 렌즈를 끼게 된다. 렌즈를 끼고 게임을 한 덕분에 신동원의 실력은 급부상하였다. 그리고 이제동의 부진으로 신동원은 이제동이 43개월 가량을 지켜온 저그 랭킹 1위를 차지했다.
그러나 이후 심각한 부진에 빠졌고, KeSPA 랭킹이 40~50위권까지 하락하는 등 최악의 모습을 보였다.
하지만 최근 스타크래프트 2로 종목이 전환되면서 팀내 랭킹전에서 1등을 하고, 위너스리그 형식으로 진행되는 SK플래닛 프로리그 12-13 2라운드에서 STX소울의 핵심 선수들인 신대근, 이신형, 조성호, 김성현을 차례로 꺾고 생애 최초 올킬을 달성하며 다승 2위에 오르는등 우승자다운 모습을 다시 보여주고 있다.
2014년 9월 12일 CJ 엔투스는 공식 SNS를 통해 신동원과의 계약을 종료한다고 밝혔다.
2014년 9월 25일 ROOT Gaming 입단을 공식 발표했다.

### 생애 첫 우승
2011년 2월 12일에 열린 피디팝 MSL 2010 4강에서 이제동을 상대로 접전 끝에 3:2로 꺾는 파란을 연출하였고, 일주일 뒤 결승에서도 차명환을 3:1로 꺾고 생애 첫 개인리그 우승을 차지하는 쾌거를 이루었다. 참고로 이는 브루드워로 치러진 스타크래프트 개인리그에서 우승한 최후의 저그이다.

### MSL 죽음의 조 편성
신동원은 ABC마트 MSL 2011 조지명식에서 준우승자 차명환과 담합하여 가장 강력한 선수인 이영호, 이제동, 김택용, 염보성을 D조에 편성시켜 역대 최악의 죽음의 조를 편성했다. 강한 선수들은 피해서 4강까지 진출하였지만, 결국 4강에서 죽음의 조를 뚫고 올라온 가장 강력한 이영호를 만나 3:0으로 무기력하게 셧아웃 당했다. 우승자답지 않은 조편성이라 한동안은 우스운자라는 오명을 달게 되었다.

## 스타크래프트: 브루드 워의 최후의 저그 우승자
신동원은 피디팝 MSL 2010에서 우승하며 스타크래프트1:브루드워로 진행된 개인리그 최후의 저그 우승자라는 값진 타이틀을 얻었다. 참고로 최후의 테란 우승자는 이영호이고, 프로토스는 허영무이다. 허영무는 최후의 개인리그 우승자이기도 하다.

## 주요 선수들과의 전적

#### 이영호
신동원은 최종병기 이영호에게 약하다. 첫 만남은 신한은행 프로리그 10-11 5라운드 하이트전 7세트였는데, 처음 만나서 이영호가 승리했다. 이어서 ABC마트 MSL 2011 4강 B조 경기서 이영호에 셧아웃당하며 결승 진출에 실패했으며 상대전적이 0:4까지 벌어졌다. 하지만 6라운드 하이트전 1세트에서 만나 설욕하는 동시에 상대전적 전패도 끊었다. 그러나 진에어 스타리그 2011 16강 B조 1경기에서 또 패했다. 그 뒤 SK플래닛 스타크래프트 II 프로리그 12-13 5라운드 KT전 3세트에서도 패했다. 그러나 2014 WCS KOREA S2 코드A에서 신동원이 이영호를 2:0으로 제압하면서 조금 따라가는 듯 했으나 SK텔레콤 스타크래프트 II 프로리그 2014 3라운드 KT전 3세트에서는 패했다. 상대전적 3:7로 약한 편이다.

#### 정명훈
두 선수는 절친한 친구관계로 많이 알려져 있다. 상대전적은 2:6으로 신동원이 밀리고 있다. 신한은행 프로리그 09-10 6강 플레이오프 3차전에서 처음 만나 신동원이 승리했고, 박카스 스타리그 2010, 신한은행 프로리그 10-11 위너스리그 준플레이오프에서 정명훈이 승리하였고, 진에어 스타리그 2011 준결승에서 분전했지만 신동원이 1:3로 패배, SK플래닛 스타크래프트 II 프로리그 12-13 1라운드 CJ전 7세트에서도 승리하면서 상대전적은 2:6이 되었다.

#### 염보성
염보성에게도 다소 약하다. 비공식전인 대한항공 스타리그 2010 시즌2 오후조 36강 시드 와일드카드 16강 2경기에서 처음 만나 패했으며, 같은 대회 16강 C조 6경기에서 처음 만나 패했고, 신한은행 프로리그 10-11 4라운드 하이트전 1세트에서도 만나 패했으며, SK플래닛 스타크래프트 프로리그 시즌1 2라운드 제8게임단전 4세트에서도 만나 패하며 0:3이었다가, 3라운드 제8게임단전 2세트에서 다시 만나 설욕을 하면서 비공식전까지 합친 상대전적 전패를 끊는 데 성공. 그래도 상대전적은 공식전만으로는 1:3, 비공식전까지 포함하면 1:4로 밀린다. 염보성의 은퇴 선언으로 다신 맞붙을 수가 없다.

#### 김성대
김성대에게도 약간 약하다. 첫만남은 비공식전인 신한은행 프로리그 08-09 무렵의 2009 2군 평가전(KeSPA 드림리그) 이스트로전 5세트로 이때는 신동원이 승리했으나, 공식전에서의 만남은 빅파일 MSL 2010 32강 C조 2경기로 처음 만나서 패했다. 이어 신한은행 프로리그 10-11 1라운드 KT전 1세트에서도 패했으며, 3라운드 KT전 1세트에서는 만나 승리하면서 전패를 끊었다. 그러나 4라운드 KT전 4세트에서 다시 패했고, SK플래닛 스타크래프트 II 프로리그 12-13 1라운드 KT전 1세트에서 또 패하였고, 2라운드 KT전 4세트서도 패하면서 공식전만의 상대전적은 1:5, 비공식전까지 합친 전적은 2:5가 되었다.

#### 이제동
이제동과는 자주 접전을 펼쳤었다. 상대전적은 5:7로 두경기 밀리는데, 하나대투증권 MSL 2010 16강 B조 경기서 1:2로 패배하며 8강 진출에 실패했고, 이어 대한항공 스타리그 2010 시즌2 16강 C조 4경기에서도 이제동에 패했다. 이어 신한은행 프로리그 10-11 1라운드 화승전 2세트에서는 패했지만, 2라운드 화승전 7세트에서는 설욕했다. 이후 피디팝 MSL 2010 4강 A조 경기에서 신동원이 3:2로 승리하며 결승 진출에 성공했고, 결승에서 차명환을 꺾고 우승까지 했다. 그 뒤 SK플래닛 스타크래프트 II 프로리그 12-13 6라운드 EG-TL전 7세트에서는 패했다.

#### 김택용
신동원은 혁명가 김택용에게는 공식전으론 1:1, 비공식전포함 2:1로 앞서있다. 첫 만남은 신한은행 프로리그 09-10 2라운드 SK텔레콤전 2세트였는데, 접전끝에 김택용이 승리했다. 하지만 신한은행 프로리그 10-11 3라운드 SK텔레콤전 4세트에서 당시 저그전 16승1패에 육박했던 김택용을 완벽한 판단과 경기력으로 잡아내며 이후 어윤수, 도재욱을 내리 잡고, 팀에게 승리를 안겨줌과 동시에 상대전적은 1:1 타이가되었다.이 후 둘은 공식전에서는 한번도 만나지 않았지만, SK플래닛 스타크래프트 II 프로리그 12-13 더 스페셜에서 신동원이 김택용을 잡아내면서 비공식전만으로는 2:1로 앞서게 되었다.

#### 김윤환
김윤환에겐 매우 강세. 상대전적 공식전만은 5:2 우세, 비공식전까지 합치면 7:2로 더 우세. 첫만남은 비공식전이었는데, 바투 스타리그 08-09 예선 X조 8강으로 2:0으로 승리했으며, 공식전에서의 만남은 신한은행 프로리그 09-10 4라운드 STX전 3세트에서 승리했으나, 빅파일 MSL 2010 32강 C조 패자전에선 패하며 2연패로 탈락했다. 이어 신한은행 프로리그 10-11 1라운드 STX전 5세트에서 또 패했다. 그러나 피디팝 MSL 2010 32강 E조 승자전에서는 김윤환을 꺾고 16강 진출에 성공했으며, 8강 B조 경기에서 다시 만나 3:0으로 셧아웃을 시키고 4강에 진출했다.

#### 임정현
임정현에겐 약세다. 신한은행 프로리그 10-11 2라운드 웅진전 2세트에선 신동원이 승리했지만, 5라운드 KT전 6세트에서의 패배를 시작으로다가 SK플래닛 스타크래프트 프로리그 시즌1 준플레이오프 3차전 KT전 4세트, SK플래닛 스타크래프트 프로리그 시즌2 1라운드 KT전 전반 3세트까지 모두 패하며 임정현에 3연패 중이다. 상대전적 1:3 열세.

#### 신대근
그러나 신대근에겐 강세. 신한은행 프로리그 09-10 1라운드 이스트로전 1세트에서 신동원이 승리했지만, 5라운드 이스트로전 3세트에서는 설욕당했다. 그러나 신한은행 프로리그 10-11 6라운드 STX전 4세트에서는 다시 신동원이, 티빙 스타리그 2012 16강 C조 3경기에서도 신동원이 승리하였다. 티빙 스타리그 2012 16강 C조 재경기 3경기에서 다시 맞붙었는데, 여기서도 승리했다. 그러나 16강 재경기 C조 6경기에서는 패배. 그러나 SK플래닛 스타크래프트 II 프로리그 12-13 2라운드 STX전 1세트에서는 설욕했다. 상대전적 5:2 강세.

#### 김도우
김도우에게도 강세다. 첫만남은 비공식전인 신한은행 프로리그 08-09 무렵 열린 2군 평가전 이스트로전 2세트였는데, 이때 신동원이 승리, 공식전에서의 만남인 신한은행 프로리그 10-11 2라운드 STX전 3세트로 이때 신동원이 승리했으며, 피디팝 MSL 2010 16강 B조 경기에서는 2:0으로 승리하면서 8강 진출에 성공했다. 그러나 SK텔레콤 스타크래프트 II 프로리그 2014 1라운드 SKT전 2세트에서는 처음으로 패했고 3라운드 결승전 SKT전 6세트에서도 패했다. 그래도 상대전적은 공식전 3:2, 비공식전까지도 4:2 강세.

#### 이영한
이영한과의 전적은 타이였다가 열세다. 본래는 신한은행 프로리그 09-10 4라운드 위메이드전 2세트와 5라운드 위메이드전 3세트에서 모두 패하면서 0:2로 무승이었으나, 진에어 스타리그 2011 16강 B조 3경기에서 승리하면서 무승을 끊었고, SK플래닛 스타크래프트 프로리그 시즌1 3라운드 삼성전자전 1세트에서 또만나서 승리하면서 상대전적이 2:2 타이가 되었다. 하지만 티빙 스타리그 2012 16강 C조 5경기에서 만나 이영한에게 다시 패배하여 2:3으로 신동원이 밀리고 있다.

#### 이성은
이성은과의 전적은 공식전만으로는 1:0이나, 비공식전까지 합치면 2:4로 밀린다. 2009 MSL 서바이버 토너먼트 시즌2 예선 3조 4강에서 1:2로 패하며 탈락, 다음날 에버 스타리그 2009 예선 V조 4강에서도 0:2 셧아웃당하며 탈락했다. 그러나 공식전인 신한은행 프로리그 10-11 1라운드 공군전 1세트에서는 신동원이 승리했다.

#### 박종수
토스전이 강력한 신동원이지만 박종수만 만나면 패배하는 경우가 많았다. 상대전적은 0:5 무패로 열세에 놓여있다. 비공식전에서 4차례 만났었고, 한차례 만난건 공식전 뿐이다. TG삼보-인텔 클래식 시즌2 128강에서 0:2 완패, 박카스 스타리그 2009 예선 J조 8강에서 0:2 완패 탈락, 공식전인 신한은행 프로리그 08-09 5라운드 STX전 2세트에서도 패했다. 박종수는 지금은 거의 코치로 있어서 또만날 가능성은 희박하다.

#### 신노열
상대전적은 1:5로 밀린다. 신한은행 프로리그 09-10 3라운드 위메이드전 1세트에서 처음 만나 신노열에 패했고, 그러나 신한은행 프로리그 10-11 3라운드 위메이드전 5세트에선 본인이 설욕했다. 그러나 SK플래닛 스타크래프트 프로리그 시즌2 1라운드 삼성전자전 3세트, 결승전 삼성전자전 삼성전자전 5세트, SK플래닛 스타크래프트 II 프로리그 12-13 2라운드 삼성전자전 7세트, 5라운드 삼성전자전 3세트에서도 패하면서 현재 신노열전 4연패 중.

#### 송병구
반대로 송병구와의 상대전적은 5:3 강세. 2010 MSL 시즌1(후에 하나대투증권 MSL 2010으로 정식 스폰서 잡힘.) 32강 E조 2경기에선 승리, 그러나 신한은행 프로리그 09-10 5라운드 삼성전자전 1세트에선 패배, 신한은행 프로리그 10-11 3라운드 삼성전자전 4세트에서도 패배, ABC마트 MSL 2011 16강에선 2:1로 승리하며 8강 진출 성공, 진에어 스타리그 2011 16강 B조 6경기도 신동원 승리, SK플래닛 스타크래프트 II 프로리그 12-13 3라운드 삼성전자전 1세트에서도 승리하며 현재 송병구전 3연승 중. 여담으로, 프로리그에선 송병구에 승리없이 패만 했고, 개인리그에서의 전적만이 4:1로 크게 앞서 있었으나, SK플래닛 스타크래프트 II 프로리그 12-13 3라운드에서 승리하면서 프로리그에서의 송병구전 전패가 끝났다.

## 별명
- 참치 : 이름 때문에 불리는 별명.(동원참치 브랜드 제품 이름에서 유래)
- 우스운자 : MSL 우승을 하고도 강한 선수들을 피하고 내리 한 조에 몰아넣는 짓(ABC마트 MSL D조. 당시 D조엔 이영호, 이제동, 염보성, 김택용 등 강한 선수들이 한조에 몰려있었다.)을 저질러 분노한 안티팬들(이영호, 이제동, 염보성, 김택용의 팬들)이 지은 별명.
- 하이엔드 저그 : MSL 우승으로 뛰어난 뮤탈 컨트롤로 저그의 정상이라하여 받은 새로운 별명. 하지만 본인은 이 별명을 그다지 좋아하지 않는다고 한다. 사실상 신동원은 컨트롤보다 운영에 더 뛰어난 편이다.
- 하후돈 저그 : 신동원은 한쪽 눈의 시력이 상당히 나쁜 상태로 알려지며, 소위 삼국지에서 외눈으로 치열하게 싸워온 하후돈에서 유래한 별명.
- 신데렐라 저그 : 스타2로 넘어온 뒤 2014시즌 신동원은 펼쳐진 거의 모든 경기에서 20분전까지는 완벽한 경기력을 보였지만 20분만 넘어가면 유리한 상황을 불리하게 만들며 패하곤 했다.시간이 되면 경기력이 사라진다는 뜻으로 붙은 별명.

## SK플래닛 프로리그 12-13 첫 선봉올킬
2013년 1월 14일 STX소울과의 경기에서 선봉으로 출전해 신대근, 이신형, 조성호, 김성현을 모두 물리치고 생애 첫 선봉올킬을 기록하였다. 이는 스타2로 펼쳐진 프로리그중 최초의 저그 올킬이다. 아직까지 저그로 올킬한 선수는 신동원이 유일하다.
- 2013년 1월 14일 - 신동원 승 vs 신대근 패 (SK플래닛 프로리그 12-13 2R)
- 2013년 1월 14일 - 신동원 승 vs 이신형 패 (SK플래닛 프로리그 12-13 2R)
- 2013년 1월 14일 - 신동원 승 vs 조성호 패 (SK플래닛 프로리그 12-13 2R)
- 2013년 1월 14일 - 신동원 승 vs 김성현 패 (SK플래닛 프로리그 12-13 2R)

## 스타크래프트 2 개인리그 첫 우승
2015년 6월 29일 캐나다 토론토 컨벤션 센터에서 열린 2015 WCS 시즌 2 프리미어리그 결승전에서 우승, 스타크래프트 2 전향 이후 첫 개인리그 우승을 차지했다. 신동원은 이제동과 이영호, 박지수에 이어 네 번째로 스타크래프트: 브루드워 개인리그 우승자 출신 선수로 스타크래프트 II 프리미어급 대회 우승에 성공한 선수가 되었으며 또한 부르드워 우승자 출신으로 WCS를 우승한 최초의 선수로 기록되었다.

## 주요 기록

### 통산 전적
통산전적 (13.05.21 기준, 스타2 전적포함)
|             | 경기 | 승-패   | 승률  |
| ----------- | ---- | ------- | ----- |
| 대 테란     | 64   | 29–35   | 45.3% |
| 대 저그     | 115  | 65–52   | 54.8% |
| 대 프로토스 | 67   | 45–22   | 67.2% |
| 총합        | 246  | 137–109 | 55.7% |

### 개인 경력
스타크래프트 : 메이저 개인리그 우승 1회
스타크래프트 II : 프리미어 개인리그 우승 2회, 준우승 1회

#### 스타크래프트
- 2007년 12월 제36회 커리지 매치 우승
- 2008년 2월 엘리트 학생복 스쿨리그 2007 3위 (성지고)
- 2010년 2월 대한항공 스타리그 2010 Season 1 36강
- 2010년 2월 하나대투증권 MSL 2010 16강
- 2010년 7월 대한항공 스타리그 2010 Season 2 16강
- 2010년 7월 빅파일 MSL 2010 32강
- 2010년 10월 박카스 스타리그 2010 16강
- 2011년 2월 피디팝 MSL 2011 우승 (3:1 차명환)
- 2011년 4월 ABC마트 MSL 2011 4강
- 2011년 6월 진에어 스타리그 2011 3위
- 2012년 6월 Tving 스타리그 2012 16강

#### 스타크래프트 II
- 2013년 4월 제4회 인천 실내무도아시아경기대회 스타2 부문 국가대표 선발전 16강
- 2013년 5월 2013 WCS Korea Season 1 챌린저리그 48강
- 2013년 10월 2013 WCS 코리아 시즌 3 챌린저리그 12강
- 2013년 12월 IEM Season VIII - Singapore 3위
- 2014년 1월 2014 WCS 코리아 시즌 1 핫식스 글로벌 스타크래프트 II 리그 코드 S 32강
- 2014년 5월 2014 WCS 코리아 시즌 2 핫식스 글로벌 스타크래프트 II 리그 코드 S 32강
- 2014년 7월 2014 WCS 코리아 시즌 3 핫식스 글로벌 스타크래프트 II 리그 코드 A 48강
- 2014년 8월 2014 Red Bull Battle Grounds: Global 4위
- 2014년 11월 PughCraft Invitational #2 8강
- 2015년 1월 IEM Season IX - Taipei 16강
- 2015년 3월 IEM Season IX - World Championship 16강
- 2015년 3월 Gfinity Spring Masters I 준우승 (vs 2:4 원이삭)
- 2015년 4월 2015 WCS 시즌 1 프리미어리그 준우승 (vs 3:4 최성훈)
- 2015년 5월 Gfinity Spring Masters II 준우승 (vs 1:4 강민수)
- 2015년 5월 2015 DreamHack Open: Tours 16강
- 2015년 6월 2015 WCS 시즌 2 프리미어리그 우승 (vs 4:2 Lilbow)
- 2015년 8월 Hell, It's Aboot Time 4위
- 2015년 8월 MSI Masters Gaming Arena 2015 8강
- 2015년 9월 2015 WCS 시즌 3 프리미어리그 8강
- 2015년 11월 2015 WCS 글로벌 파이널 8강
- 2016년 1월 2016 DreamHack Open: Leipzig 8강
- 2016년 3월 2016 WCS Circuit: Winter Circuit Championship 4강
- 2016년 3월 Ting Open 8강
- 2016년 5월 2016 DreamHack Open: Austin 우승 (vs 4:2 Neeb)
- 2016년 5월 2016 WCS Circuit: Spring Circuit Championship 16강
- 2016년 8월 2016 WCS Circuit: Summer Circuit Championship 32강
- 2016년 10월 2016 Kung Fu Cup Season 2 16강

### 협회 수상
- 2011년 12월 2011 대한민국 e-스포츠 대상 저그 최우수 선수상